# Бор (винтовка)
Bor (читается: бор) — снайперская винтовка польского производства с кодовым названием Alex. Разработана по схеме Булл-пап инженером Александром Лежуха (пол. Aleksander Leżucha) в 2005 году в городе Тарнув на основе крупнокалиберной винтовки WKW Wilk. Предназначена заменить находящиеся на вооружении винтовки Драгунова, в связи переходом Польских вооружённых сил на стандартные боеприпасы НАТО (Польша является членом Северо-Атлантического Альянса с 1999 года).